# Мерлин (Артур Кинг)
Мерлин (англ. Merlyn) — персонаж вселенной DC Comics. Лучник, созданный писателем Майком Фридрихом, художниками Диком Диллином и Нилом Адамсом. Является заклятым врагом Зеленой стрелы. Впервые появился в комиксе Justice League of America # 94 (1971).

## История публикаций
Задолго до того, как Оливер Куин стал Зелёной стрелой, он был вдохновлён на занятия с луком, когда увидел выступление лучника с прозвищем «Мерлин Волшебник» (англ. Merlyn the Magician). Когда Зелёная стрела стал известен, двое снова встретились, поскольку Мерлин вызвал Оливера на публичное состязание в стрельбе из лука, и в котором победил его. После этой победы над Оливером Мерлин пропал на годы, после чего показался в комиксах, как член Лиги Ассасинов. Мерлин и Зелёная стрела встретились снова, когда Мерлин пытался выполнить контракт на убийство Бэтмена. Зелёная стрела оказался способен отразить стрелы Мерлина своими, сохранив тем самым жизнь Бэтмену. Мерлин признал, что Зелёная стрела стал более хорошим лучником, однако сбежал до того, как был пойман. Лишившись членства в Лиге, он стал наёмным убийцей-одиночкой.
Мерлин позже появился в Action Comics, как часть неофициальной Банды Несправедливости (англ. Injustice Gang), созданной Королевой Пчёл, чтобы противостоять Лиге Справедливости.
В Метрополисе Мерлин работал на преступный синдикат, Сотня (англ. The 100), и сражался с ослабевшим Чёрной Молнией, но проиграл.
Судя по всему, Мерлин входил в Лигу Ассасинов, когда родилась Кассандра, дочь Дэвида Кейна. Мерлин принимал участие в жёсткой тренировке Кассандры, вместе с остальными членами Лиги, вроде Бронзового Тигра. Неосознанно он дал ей навыки, которые в будущем пригодятся ей, когда она станет Бэтгёрл. После этого он работал под началом Тобиаса Уэйла, как член Сотни.
Он был среди тех, кто продал свою душу демону Нерону в ходе Underworld Unleashed. Затем он присоединился к Элите Убийц (вместе с Дэдшотом, Болтом, Чиллером и Дэдлайном). Элита попыталась устроить серию убийств, но была остановлена Лигой Справедливости. Позже группа встретилась с Парой Тел (англ. Body Doubles). Мерлин и группа были побеждены из-за раскола в команде и технического превосходства противника.
Мерлин затем появился на страницах Young Justice, как лучник, работавший на команду Зандии на Олимпийских играх. Он был инструктором юного зандианца Тёрка. Тёрк и Мерлин попытались саботировать игры в свою пользу, но они были побеждены командой Юной Справедливости.
Мерлин затем появился во время Кризиса личности, и был одним из повествующих голосов в ходе мини-серии. Он признаёт Монокля и Дэдшота своими ближайшими союзниками, и правильно предположил, что убийство Сью Дибни будет иметь широчайшие последствия в сообществе злодеев. Когда он был пойман Лигой Справедливости вместе с Дэдшотом и Моноклем, Дэдшот смог использовать свои связи с Отрядом Самоубийц и Амандой Уоллер, чтобы организовать их освобождение (к неудовольствию Кейт Спенсер).
Лучник снова появился с Моноклем и Фобией в попытке убить Теневого Вора на его суде, и в процессе им пришлось сражаться с Кейт Спенсер. Мерлин затем снова появился на страницах Green Arrow, как участник многоплановой атаки на Зелёную стрелу и его семью.
У Мерлина была незначительная роль в The Ressurection of Ra’s al Gul, где его нанял Сэнсэй, чтобы добраться до источника, в котором Ра’с аль Гул мог восстановиться. Он выполняет задание, но в финальной конфронтации между Ра’салом и Бэтменом был побеждён.
После этого он появляется, как работающий под началом Талии аль Гул в качестве наставника Дэмиена Уэйна, хотя он позже признается, что это он учился у Дэмиена.
Он позже появился, как член новой Лиги Несправедливости.
Потому Мерлин был пойман виджиланти Купид, которая планировал убить его на глазах у Зелёной стрелы, которым она была одурманена. В конце всего она перерезала горло Мерлина стрелой. Оливер успел оказать помощь Мерлину и спасти его жизнь, но его голосовые связки оказались повреждены, и он никогда больше не мог говорить.

### The New 52
Томми Мерлин вселенной The New 52, впервые появился в Green Arrow № 0. Пять лет до событий комикса Томми был лучшим другом Оливера, и в ходе кризиса с заложниками на барже Pacific Ocean злодей по имени «Железный Орёл» произошёл взрыв, и Томми был в зоне поражения. Во время событий комикса он просыпается, помеченный, как «Пациент Ноль».
В Batman Incorporated № 4 (2012 год) Мерлин появляется, как работник Талии аль Гул и сражается с Бэтменами всех наций.

## Силы и способности
Хотя Мерлин не обладает сверхчеловеческими силами, он является одним из лучших лучников вселенной DC, наравне с Зелёной стрелой, Коннором Хоуком и Роем Харпером. Как и Зелёная стрела, он использует стрелы с особыми наконечниками. Также в нескольких комиксах был показан, как обладатель ракетного ранца, прикреплённого к колчану.

## Вне комиксов

### Телевидение
- Мерлин появляется в эпизоде мультсериала Justice Lсерии Unlimited.
- Персонаж по имени Вордиган, основанный на Мерлине и называемый «Тёмным лучником» (англ. The Dark Archer) в прессе,[16] появился в двух эпизодах 9 сезона телесериала Тайны Смолвиля. Его сыграл Стив Бачич.

### Телевизионная Вселенная DC канала The CW

#### Стрела
- В 2012 году стартовал телесериал Стрела. В нём Томми Мерлин является лучшим другом Оливера Квина. Первоначально считалось, что он является сериальной версией Мерлина. Однако позже выясняется, что это его отец — Малькольм Мерлин (сыгранный Джоном Барроуменом), бизнесмен, возглавляющий «Предприятие» — таинственную преступную организацию, которой противостоит Капюшон (Оливер). Более того, в одном из эпизодов он надевает капюшон «Тёмного лучника» и охотится за Капюшоном. Главный антагонист первого сезона. В конце первого сезона проигрывает в схватке с Оливером и считается мёртвым, однако успевает запустить план «Предприятия» и устраивает землетрясение в Глэйдс с помощью сейсмоустройства.
- Возвращается во втором сезоне в сериях «Штат против Квин» и «Ученый» после того как узнал, что Тея Квин — его дочь. Мерлин вызволяет Мойру Квин из тюрьмы и просит её признаться во всем Тее. Однако Мойра шантажирует Мерлина, заявив, что выдаст его Лиге Убийц. Малкольм вынужден скрыться и покидает Старлинг-Сити. Однако он вновь возвращается в конце второго сезона (так как Мойра была убита), спасает Тею от солдат Слейда на вокзале и уезжает вместе с ней на Корто Мальтезе.
- Становится одним из главных героев в третьем сезоне. Он тренирует Тею, чтобы она «перестала бояться». Мерлин одурманивает Тею и заставляет её убить Сару Лэнс, после чего шантажом заставляет Оливера выступить против Лиги и самого Ра'с аль Гула. В дальнейшем он помогает команде Стрелы бороться против Лиги, выступая в роли антигероя. Также рассказывается его предыстория: много лет назад, после смерти своей жены, Реббеки, он совершил первое убийство и в разбитом состоянии отправился в Нанда Парбат, где стал членом Лиги убийц и получает имя Аль Са-Хер (с арабского «Волшебник»). Через несколько лет он покинул Лигу с разрешения Ра’с аль Гула и вернулся в Старлинг-Сити. Он нарушил кодекс Лиги своей попыткой очистить Старлинг-Сити и Лига искала его, чтобы наказать (а именно — казнить). Поэтому Малкольм помогает Оливеру и его команде. В конце третьего сезона Оливер убивает Ра’с аль Гула, и Мерлин занимает его место.[17]
- В четвёртом сезоне Мерлин пользуется своей властью. Однако в Лиге назрел раскол, и армии Мерлина пришлось сражаться со сторонниками Ниссы аль Гул. В серии «Грехи отца» Мерлин лишается своего титула (потеряв в борьбе с Оливером руку и кольцо головы демона). Возненавидев Оливера, он переходит на сторону Дэмиана Дарка. В конце сезона он снова возвращается на сторону Стрелы.
- В пятом сезоне Мерлин появляется в четырёх сериях. Он появляется в кроссовер-серии «Вторжение!» в летаргическом сне команды Стрелы, во флэшбеках серии «Распущенные», в которой он появляется в России по деловому договору с Константином Коваром, и в двух финальных сериях сезона, в которой присоединяется к Оливеру, чтобы спасти свою дочь, Тею. В сезоне не упоминаются его путешествия во времени в рамках второго сезона сериала «Легенды завтрашнего дня». В серии «Лиань Ю» Малкольм встал на мину вместо Теи, после чего его нашел Диггер Харкнесс, и произошел взрыв.
- В восьмом сезоне Оливер отправляется на Землю-2. В данном мире, в отличие от Земли-1, Темным Лучником оказывается сын Малкольма Мерлина Томми Мерлин (Колин Доннел), также лучший друг Оливера, а сам Малкольм является добропорядочным бизнесменом и мужем. Томми возглавляет собственное «Предприятие» (также как Темный Лучник на Земле-1). Он объясняет Оливеру, что уничтожит Глэйдс, из-за того что люди этого района не спасли их сестру Тею . В финале серии вступает в бой с Зеленой Стрелой, но проигрывает. Оливер убеждает его остановить взрыв Глэйдса.

#### Другие сериалы
- Малкольм Мерлин появлялся в сериале «Флэш» в сериях «Легенды сегодняшнего дня» (где дал Оливеру и Барри информацию о Вандале Сэвидже) и «Дуэт» (где появляется во сне-мюзикле Барри и Кары в качестве персонажа Головореза Морана).
- После событий четвёртого сезона сериала «Стрела» Малькольм стал членом Легиона смерти и одним из главных антагонистов второго сезона сериала «Легенды завтрашнего дня».

### Фильм
- Мерлин появляется в «Витрина DC: Зелёная Стрела», озвученный Малькольмом Макдауэллом.
- Также Мерлин был включён в сценарий отмененного фильма Green Arrow: Escape from Supermax.